# John Allen-Petrie
Pour les articles homonymes, voir Petrie.
John Michael Allen-Petrie, né le 5 juillet 1980 au Canada, est un généalogiste britannique nommé « Windsor Herald-at-Arms ».

## Biographie
Fils de John Petrie, il fréquente le collège Jean-de-Brébeuf à Montreal puis au Sciences Po de Paris, avant de poursuivre ses études au LSE et à l'Oriel College d'Oxford (nommé MSc).
Analyste chez la banque d'Angleterre, Allen-Petrie fait son entrée en 2013 au collège des Hérauts en tant que Rouge Croix Pursuivant, promu Windsor Herald depuis 2019.

### Liens externes

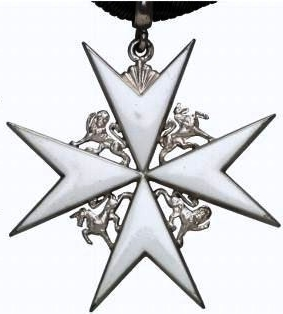
Insigne des CStJ